# Eurycoma harmandiana
Eurycoma harmandiana är en bittervedsväxtart som beskrevs av Jean Baptiste Louis Pierre. Eurycoma harmandiana ingår i släktet Eurycoma och familjen bittervedsväxter. Inga underarter finns listade i Catalogue of Life.